# Tanja Ribič
Tanja Ribič (Trbovlje, 28 juni 1968) is een Sloveens zangeres.

## Biografie
Ribič is vooral bekend vanwege haar deelname aan het Eurovisiesongfestival 1997, dat gehouden werd in de Ierse hoofdstad Dublin. Met het nummer Zbudi se eindigde ze op de tiende plek.
1993: 1X Band · 
1995: Darja Švajger · 
1996: Regina · 
1997: Tanja Ribič · 
1998: Vili Resnik · 
1999: Darja Švajger · 
2001: Nuša Derenda · 
2002: Sestre · 
2003: Karmen Stavec · 
2004: Platin · 
2005: Omar Naber · 
2006: Anžej Dežan · 
2007: Alenka Gotar · 
2008: Rebeka Dremelj · 
2009: Quartissimo feat. Martina · 
2010: Ansambel Žlindre & Kalamari · 
2011: Maja Keuc · 
2012: Eva Boto · 
2013: Hannah Mancini · 
2014: Tinkara Kovač · 
2015: Maraaya · 
2016: ManuElla · 
2017: Omar Naber · 
2018: Lea Sirk · 
2019: Zala Kralj & Gašper Šantl · 
2021: Ana Soklič · 
2022: LPS · 
2023: Joker Out · 
2024: Raiven · 
2025: Klemen
- International Standard Name Identifier: 0000 0000 6486 7843
- MusicBrainz: 87fc0bf2-0963-40bd-b4f1-98ebd9fc08c4
- Nationale bibliotheek van Australië: 40010229
- Nationale en Universitaire bibliotheek Zagreb: 000217582
- Trove: 1441670
- Virtual International Authority File: 95034805